# Итальянско-ливийские отношения
Итальянско-ливийские отношения — дипломатические отношения между Италией и Ливией. У Италии есть посольство в столице Ливии Триполи и генеральное консульство в Бенгази. Ливия имеет посольство в столице Италии Риме и два генеральных консульства (в Милане и Палермо).

## История

### XX век
С 1911 по 1947 годы территория нынешней Ливии была итальянской колонией. Обе страны установили дипломатические отношения в 1947 году.
В 1970 году, после переворота 1969 года Ливия изгнала всех итальянцев из страны и конфисковала их имущество.
В то время, как Ливия под властью Муаммара Каддафи считалась изгоем большей частью международного сообщества, Италия поддерживала дипломатические отношения с Ливией и импортировала из страны значительное количество нефти. 

### XXI век
Отношения между Италией и Ливией потеплели в первом десятилетии XXI века, когда они заключили соглашения о сотрудничестве для борьбы с нелегальной иммиграцией в Италию. Ливия согласилась активно препятствовать мигрантам из стран Африки к югу от Сахары использовать страну в качестве транзитного маршрута в Италию в обмен на иностранную помощь и успешные попытки Италии добиться от Европейского Союза отмены торговых санкций в отношении Ливии.
30 августа 2008 года Италия подписала Договор о дружбе, в котором признаётся и извиняется за ущерб, нанесённый ливийскому народу в период итальянского колониализма, и это был первый случай в истории, когда страна принесла извинения и выплатила компенсацию для тех, кто пострадал от колонизации. 
Договор о дружбе, партнерстве и сотрудничестве между Италией и Ливией состоит из трех частей: общих принципов; завершение с прошлым и прекращение споров; и партнерство. Первая часть начинается с официального осуждения итальянской колонизации Ливии. Вторая часть содержит репарационный платеж в размере 5 миллиардов долларов, который должен выплачиваться ежегодными платежами в размере 250 миллионов долларов в течение 20-летнего периода. 
Третья, наиболее важная часть Договора касается партнерства. Страны планировали сотрудничать в областях культуры, экономики, науки. Основная область сотрудничества относится к иммиграции. Примечательно, что ливийское побережье должны патрулировать смешанные (ливийские и итальянские) экипажи на лодках, которые будут предоставлены Италией. Кроме того, сухопутные границы Ливии будут контролироваться с помощью спутниковой системы обнаружения, предоставленной как Европейским Союзом, так и правительством Италии.
Договор вызвал некоторые опасения по поводу прав человека в связи с судьбой иммигрантов, отвергнутых в результате этого процесса. По мнению Европейского суда по правам человека, Италия, работающая с Ливией над возвращением мигрантов в Ливию против их воли, нарушает их права. В Ливии мигранты подвергаются бесчеловечным условиям, избиениям, изнасилованиям и другим нарушениям прав человека.
В 2009 году Каддафи впервые за 40 лет своего правления посетил Италию. Однако, когда в Ливии началась гражданская война Италия заморозила некоторые ливийские активы, связанных с ним и его семьей, а затем бомбила страну. После смерти Каддафи Италия признала Национальный переходный совет правительством Ливии.
26 сентября 2011 года итальянская энергетическая компания Eni объявила о возобновлении добычи нефти в Ливии впервые с начала гражданской войны. Быстрое возвращение Eni на ливийские нефтяные месторождения ознаменовало позитивные отношения между Римом и Триполи.
Посольство Италии в Триполи — одно из немногих западных посольств, все ещё действующих в Ливии во время беспорядков после гражданской войны, так как Италия является самым важным торговым партнером Ливии.
29 октября 2024 года премьер-министр Италии Джорджа Мелони посетила с официальным визитом Триполи. Это стал её четвёртый визит в столицу Ливии с 2022 года, когда она стала премьер-министром. Во время визита был проведён итальянско-ливийский бизнес-форум. Обсуждались вопросы миграции. Запланировано участие Мелони в средиземноморском форуме по миграции в Триполи в июле 2024 года.
В январе 2025 года ITA Airways планирует возобновление полётов в Ливию.

### Дело Альмасри
19 января 2025 года по ордеру Международного уголовного суда в Турине был арестован глава судебной полиции Ливии генерал Усама Альмасри Нджима. Апелляционный суд Рима обратился к министру юстиции Италии Карло Нордио запросом о поддержке ареста. Нордио не ответил суду. В результате 21 января Альмасри  был освобождён Апелляционным судом Рима по техническим причинам, и на правительственном самолёте был возвращён в Триполи. Альмасри обвиняется в пытках и убийствах, совершённых с февраля 2015 года, в период управления им центром временного содержания в Ливии.
По утверждению Римского министерского суда, Альмасри был освобождён из-за опасений итальянских властей, что к гражданам Италии в Ливии по причине ареста будут применены репрессалии, а также будут ущемлены интересы Италии в Ливии.

## Сотрудничество в культурной сфере
Италия поддерживает проекты преподавания итальянского языка в Ливии и повышению квалификации преподавателей университетов.
В некоторых школах Ливии внедряется изучение итальянского языка.
Студентам Ливии правительством Италии предоставляются стипендии для обучения в итальянских ВУЗах. Библиотеки Ливии пополняются материалами из Италии.
Италия поддерживает археологические исследования, проводящиеся в Ливии. 29 - 30 августа 2023 года в Триполи состоялась совместная конференция «110 лет археологического сотрудничества Италии и Ливии (1913—2023). От первых открытий до систематических раскопок, от консервации до формирования».
В Ливии действуют итальянские археологические миссии.
До 2014 года в Ливии действовал Итальянский институт культуры.

## Гуманитарное сотрудничество
С 2016 по 2022 год Италия выделила Ливии 87 млн евро в виде гуманитарной и иной помощи, в том числе на разминирование и восстановление сельского хозяйства.